# ب‌ام‌و ۰۰۳
ب‌ام‌و ۰۰۳ (به انگلیسی: BMW 003)، یک موتور توربوجت ساختِ کارخانهٔ ب‌ام‌و در کشور آلمان است. قرار بود این موتور بر روی گوتا گو پی-۶۰ هم نصب شود.